# Feștelița
Feștelița è un comune della Moldavia situato nel distretto di Ștefan Vodă di 2.868 abitanti al censimento del 2004.